# I Can't Tell You Why
"I Can't Tell You Why" é uma música escrita por Timothy B. Schmit, Glenn Frey e Don Henley, gravada pela banda Eagles.
É o terceiro single do álbum The Long Run.

## Paradas
Singles
| Ano  | Single                 | Parada                | Posição |
| ---- | ---------------------- | --------------------- | ------- |
| 1980 | "I Can't Tell You Why" | Adult Contemporary    | 3       |
| 1980 | "I Can't Tell You Why" | Billboard Pop Singles | 8       |